# Хэтэуэй, Ноа
Ноа (Ной) Хэтэуэй (англ. Noah Hathaway; род. 13 ноября 1971, Лос-Анджелес, Калифорния) — американский актёр кино и телевидения, начавший сниматься в кино в возрасте шести лет.

## Биография
Ноа Хэтэуэй родился 13 ноября 1971 года в Лос-Анджелесе. Отец — Роберт (наполовину могиканин), мать — Джуди. Так как его отец был актёром, Ноа впервые появился на экранах в теле-рекламе уже в возрасте трёх лет, с шести лет начал сниматься в сериалах, с девяти — в полнометражных фильмах. Наибольшую известность ему принесла роль Атрейу в ленте «Бесконечная история» (1984), однако с 1986 года актёр прекратил сниматься, лишь разово появившись в 1994 году в картине To Die, to Sleep (первая взрослая роль). С 2012 года Ноа Хэтэуэй вернулся в кино.
Актёр окончил французскую школу Lycée Français de Los Angeles в Лос-Анджелесе. Изучал джаз и уличные танцы, занимается восточными единоборствами, имеет чёрные пояса по тансудо и сётокан, владеет тайским боксом и американским кэмпо. Занимается дизайном и продажей мотоциклов.
Жена — Самира, художница-татуировщица, сыновья — Трей и Джаред.

## Награды и номинации
- 1980 — Премия «Молодой актёр» за роль в сериале «Звёздный крейсер „Галактика“» — номинация.
- 1985 — Премия «Молодой актёр» за роль в фильме «Бесконечная история» — номинация.
- 1985 — Премия «Сатурн» в номинации «Лучший молодой актёр» за роль в фильме «Бесконечная история» — победа.
- 1986 — Премия «Молодой актёр» за озвучивание мультсериала англ. CBS Storybreak — номинация.

## Избранная фильмография
- 1978—1979 — Звёздный крейсер «Галактика» / Battlestar Galactica — Бокси[3] (в двадцати двух эпизодах)
- 1980 — Морк и Минди / Mork & Mindy — Джад (в одном эпизоде)
- 1980 — Моя очередь[англ.] / It’s My Turn — сын Гомера
- 1982 — Лаверна и Ширли / Laverne & Shirley — Кевин Суишер (в одном эпизоде)
- 1982 — Лучшие друзья[англ.] / Best Friends — Лайл Баллу
- 1984 — Бесконечная история / The NeverEnding Story — Атрейю
- 1985 — Семейные узы / Family Ties — Адам Галарднер (в одном эпизоде)
- 1986 — Тролль / Troll — Гарри Поттер-младший
- 2012 — Суши-гёл[англ.] / Sushi Girl — Фиш
- 2013 — Запутанные истории[англ.] / Twisted Tales — Дейв (в одном эпизоде)